# Филидорова одбрана
Овај чланак користи алгебарску шаховску нотацију како би се описали шаховски потези.
Филидорова одбрана је шаховско отварање које почиње потезима:
1. е4 е5 2. Сф3 д6
У новијим временима, пошто се врло развило умеће коришћења развојне предности и слободније игре коју Филидорова одбрана препушта белом, преовладало је мишљење о овој одбрани као тешкој и пасивној.

## Историјат
Отварање је добило име по генијалном француском шахисти Франсоа-Андре Филидору, који га је први озбиљно анализирао. Он је сматрао потез 2. .. д6 најпринципијелнијим наставком. Франсоа-Андре Филидор, је ову одбрану заговарао као алтернативу уобичајеном 2 ... Сц6. Његова првобитна идеја била је да изазове центар бијелога потиском пјешака ... ф7 – ф5. Данас је Филидор познат као солидан, али пасиван избор за црнога, и ријетко је виђен у игри врхунског нивоа, осим као алтернатива тешко анализираним отварањима који могу настати након нормалних 2 ... Сц6. Сматра се добрим отварањем за аматерске играче који траже одбрамбену стратегију која је једноставнија и лакша за разумијевање од сложених позиција које су резултат отварања, попут француске одбране. Енциклопедија шаховских отварања сврстава Филидорову одбрану под шифром Ц41. Филидор се догодио у једној од најпознатијих игара које су икада одигране,  "Опера игре" одигране 1858. између америчког шаховског мајстора Пол Морфи и два јака аматера, њемачки племић  војвода Карл од Брунсвицка и француски аристократ гроф Исоуард. Игра се наставила 3.д4 Лг4, што је одступање од модерних стандардних линија. Филидоровој одбрани је пала популарност када је позициона игра постала све развијенија, а скоро (потпуно) је нестао из прворазредног шаха од стране Првог свјетског рата. Од 2017. нема најбољих играча који редовно играју ову одбрану, мада Етен Баркот и Ливиу-Дитер Ниспану повремено експериментишу са тим. Његова популарност у мастер игри ипак се лагано повећала у посљедњих 20 година.

## Главна линија 3. е:д4
Најчешћи одговор црнога је 3. е:д4 који ослобађа централну напетост, иако одустаје од центра. Послије  4. С:д4 Сф6 5. Сц3, црни нормално наставља Ле7 и 0-0 (Антошинова варијанта) и постиже јак одбрамбени положај. Примјер линије је: 4. С:д4 Сф6 5. Сц3 Ле7 6. Лц4 0-0 7. 0-0 ц5, и положај је једнак. У овом реду, црни такође може фијанкетирати свог свог ловца на г7, иако је то неуобичајено. Бент Ларсен покушао је ово у неколико партија, укључујући неријешену партију против Михаила Таља 1969. Умјесто 4. С:д4, бијели може играти 4. Д:д4, као што је Пол Морфи фаворизирао, намјеравајући 4. Сц6 5. Лб5 Лд7 6. Л:ц6 Л:ц6 7. Сц3 Сф6 8. Лг5 након чега слиједи 0-0-0. Ова линија се одиграла у многим играма из 19. вијека.

### Ханхамова варијанта
|   | a | b | c | d | e | f | g | h |   |
| 8 | a8 black rook · c8 black bishop · d8 black queen · f8 black rook · g8 black king · a7 black pawn · b7 black pawn · d7 black knight · e7 black bishop · f7 black pawn · g7 black pawn · h7 black pawn · c6 black pawn · d6 black pawn · f6 black knight · e5 black pawn · a4 white pawn · c4 white bishop · d4 white pawn · e4 white pawn · c3 white knight · f3 white knight · b2 white pawn · c2 white pawn · f2 white pawn · g2 white pawn · h2 white pawn · a1 white rook · c1 white bishop · d1 white queen · f1 white rook · g1 white king | a8 black rook · c8 black bishop · d8 black queen · f8 black rook · g8 black king · a7 black pawn · b7 black pawn · d7 black knight · e7 black bishop · f7 black pawn · g7 black pawn · h7 black pawn · c6 black pawn · d6 black pawn · f6 black knight · e5 black pawn · a4 white pawn · c4 white bishop · d4 white pawn · e4 white pawn · c3 white knight · f3 white knight · b2 white pawn · c2 white pawn · f2 white pawn · g2 white pawn · h2 white pawn · a1 white rook · c1 white bishop · d1 white queen · f1 white rook · g1 white king | a8 black rook · c8 black bishop · d8 black queen · f8 black rook · g8 black king · a7 black pawn · b7 black pawn · d7 black knight · e7 black bishop · f7 black pawn · g7 black pawn · h7 black pawn · c6 black pawn · d6 black pawn · f6 black knight · e5 black pawn · a4 white pawn · c4 white bishop · d4 white pawn · e4 white pawn · c3 white knight · f3 white knight · b2 white pawn · c2 white pawn · f2 white pawn · g2 white pawn · h2 white pawn · a1 white rook · c1 white bishop · d1 white queen · f1 white rook · g1 white king | a8 black rook · c8 black bishop · d8 black queen · f8 black rook · g8 black king · a7 black pawn · b7 black pawn · d7 black knight · e7 black bishop · f7 black pawn · g7 black pawn · h7 black pawn · c6 black pawn · d6 black pawn · f6 black knight · e5 black pawn · a4 white pawn · c4 white bishop · d4 white pawn · e4 white pawn · c3 white knight · f3 white knight · b2 white pawn · c2 white pawn · f2 white pawn · g2 white pawn · h2 white pawn · a1 white rook · c1 white bishop · d1 white queen · f1 white rook · g1 white king | a8 black rook · c8 black bishop · d8 black queen · f8 black rook · g8 black king · a7 black pawn · b7 black pawn · d7 black knight · e7 black bishop · f7 black pawn · g7 black pawn · h7 black pawn · c6 black pawn · d6 black pawn · f6 black knight · e5 black pawn · a4 white pawn · c4 white bishop · d4 white pawn · e4 white pawn · c3 white knight · f3 white knight · b2 white pawn · c2 white pawn · f2 white pawn · g2 white pawn · h2 white pawn · a1 white rook · c1 white bishop · d1 white queen · f1 white rook · g1 white king | a8 black rook · c8 black bishop · d8 black queen · f8 black rook · g8 black king · a7 black pawn · b7 black pawn · d7 black knight · e7 black bishop · f7 black pawn · g7 black pawn · h7 black pawn · c6 black pawn · d6 black pawn · f6 black knight · e5 black pawn · a4 white pawn · c4 white bishop · d4 white pawn · e4 white pawn · c3 white knight · f3 white knight · b2 white pawn · c2 white pawn · f2 white pawn · g2 white pawn · h2 white pawn · a1 white rook · c1 white bishop · d1 white queen · f1 white rook · g1 white king | a8 black rook · c8 black bishop · d8 black queen · f8 black rook · g8 black king · a7 black pawn · b7 black pawn · d7 black knight · e7 black bishop · f7 black pawn · g7 black pawn · h7 black pawn · c6 black pawn · d6 black pawn · f6 black knight · e5 black pawn · a4 white pawn · c4 white bishop · d4 white pawn · e4 white pawn · c3 white knight · f3 white knight · b2 white pawn · c2 white pawn · f2 white pawn · g2 white pawn · h2 white pawn · a1 white rook · c1 white bishop · d1 white queen · f1 white rook · g1 white king | a8 black rook · c8 black bishop · d8 black queen · f8 black rook · g8 black king · a7 black pawn · b7 black pawn · d7 black knight · e7 black bishop · f7 black pawn · g7 black pawn · h7 black pawn · c6 black pawn · d6 black pawn · f6 black knight · e5 black pawn · a4 white pawn · c4 white bishop · d4 white pawn · e4 white pawn · c3 white knight · f3 white knight · b2 white pawn · c2 white pawn · f2 white pawn · g2 white pawn · h2 white pawn · a1 white rook · c1 white bishop · d1 white queen · f1 white rook · g1 white king | 8 |
| 7 | a8 black rook · c8 black bishop · d8 black queen · f8 black rook · g8 black king · a7 black pawn · b7 black pawn · d7 black knight · e7 black bishop · f7 black pawn · g7 black pawn · h7 black pawn · c6 black pawn · d6 black pawn · f6 black knight · e5 black pawn · a4 white pawn · c4 white bishop · d4 white pawn · e4 white pawn · c3 white knight · f3 white knight · b2 white pawn · c2 white pawn · f2 white pawn · g2 white pawn · h2 white pawn · a1 white rook · c1 white bishop · d1 white queen · f1 white rook · g1 white king | a8 black rook · c8 black bishop · d8 black queen · f8 black rook · g8 black king · a7 black pawn · b7 black pawn · d7 black knight · e7 black bishop · f7 black pawn · g7 black pawn · h7 black pawn · c6 black pawn · d6 black pawn · f6 black knight · e5 black pawn · a4 white pawn · c4 white bishop · d4 white pawn · e4 white pawn · c3 white knight · f3 white knight · b2 white pawn · c2 white pawn · f2 white pawn · g2 white pawn · h2 white pawn · a1 white rook · c1 white bishop · d1 white queen · f1 white rook · g1 white king | a8 black rook · c8 black bishop · d8 black queen · f8 black rook · g8 black king · a7 black pawn · b7 black pawn · d7 black knight · e7 black bishop · f7 black pawn · g7 black pawn · h7 black pawn · c6 black pawn · d6 black pawn · f6 black knight · e5 black pawn · a4 white pawn · c4 white bishop · d4 white pawn · e4 white pawn · c3 white knight · f3 white knight · b2 white pawn · c2 white pawn · f2 white pawn · g2 white pawn · h2 white pawn · a1 white rook · c1 white bishop · d1 white queen · f1 white rook · g1 white king | a8 black rook · c8 black bishop · d8 black queen · f8 black rook · g8 black king · a7 black pawn · b7 black pawn · d7 black knight · e7 black bishop · f7 black pawn · g7 black pawn · h7 black pawn · c6 black pawn · d6 black pawn · f6 black knight · e5 black pawn · a4 white pawn · c4 white bishop · d4 white pawn · e4 white pawn · c3 white knight · f3 white knight · b2 white pawn · c2 white pawn · f2 white pawn · g2 white pawn · h2 white pawn · a1 white rook · c1 white bishop · d1 white queen · f1 white rook · g1 white king | a8 black rook · c8 black bishop · d8 black queen · f8 black rook · g8 black king · a7 black pawn · b7 black pawn · d7 black knight · e7 black bishop · f7 black pawn · g7 black pawn · h7 black pawn · c6 black pawn · d6 black pawn · f6 black knight · e5 black pawn · a4 white pawn · c4 white bishop · d4 white pawn · e4 white pawn · c3 white knight · f3 white knight · b2 white pawn · c2 white pawn · f2 white pawn · g2 white pawn · h2 white pawn · a1 white rook · c1 white bishop · d1 white queen · f1 white rook · g1 white king | a8 black rook · c8 black bishop · d8 black queen · f8 black rook · g8 black king · a7 black pawn · b7 black pawn · d7 black knight · e7 black bishop · f7 black pawn · g7 black pawn · h7 black pawn · c6 black pawn · d6 black pawn · f6 black knight · e5 black pawn · a4 white pawn · c4 white bishop · d4 white pawn · e4 white pawn · c3 white knight · f3 white knight · b2 white pawn · c2 white pawn · f2 white pawn · g2 white pawn · h2 white pawn · a1 white rook · c1 white bishop · d1 white queen · f1 white rook · g1 white king | a8 black rook · c8 black bishop · d8 black queen · f8 black rook · g8 black king · a7 black pawn · b7 black pawn · d7 black knight · e7 black bishop · f7 black pawn · g7 black pawn · h7 black pawn · c6 black pawn · d6 black pawn · f6 black knight · e5 black pawn · a4 white pawn · c4 white bishop · d4 white pawn · e4 white pawn · c3 white knight · f3 white knight · b2 white pawn · c2 white pawn · f2 white pawn · g2 white pawn · h2 white pawn · a1 white rook · c1 white bishop · d1 white queen · f1 white rook · g1 white king | a8 black rook · c8 black bishop · d8 black queen · f8 black rook · g8 black king · a7 black pawn · b7 black pawn · d7 black knight · e7 black bishop · f7 black pawn · g7 black pawn · h7 black pawn · c6 black pawn · d6 black pawn · f6 black knight · e5 black pawn · a4 white pawn · c4 white bishop · d4 white pawn · e4 white pawn · c3 white knight · f3 white knight · b2 white pawn · c2 white pawn · f2 white pawn · g2 white pawn · h2 white pawn · a1 white rook · c1 white bishop · d1 white queen · f1 white rook · g1 white king | 7 |
| 6 | a8 black rook · c8 black bishop · d8 black queen · f8 black rook · g8 black king · a7 black pawn · b7 black pawn · d7 black knight · e7 black bishop · f7 black pawn · g7 black pawn · h7 black pawn · c6 black pawn · d6 black pawn · f6 black knight · e5 black pawn · a4 white pawn · c4 white bishop · d4 white pawn · e4 white pawn · c3 white knight · f3 white knight · b2 white pawn · c2 white pawn · f2 white pawn · g2 white pawn · h2 white pawn · a1 white rook · c1 white bishop · d1 white queen · f1 white rook · g1 white king | a8 black rook · c8 black bishop · d8 black queen · f8 black rook · g8 black king · a7 black pawn · b7 black pawn · d7 black knight · e7 black bishop · f7 black pawn · g7 black pawn · h7 black pawn · c6 black pawn · d6 black pawn · f6 black knight · e5 black pawn · a4 white pawn · c4 white bishop · d4 white pawn · e4 white pawn · c3 white knight · f3 white knight · b2 white pawn · c2 white pawn · f2 white pawn · g2 white pawn · h2 white pawn · a1 white rook · c1 white bishop · d1 white queen · f1 white rook · g1 white king | a8 black rook · c8 black bishop · d8 black queen · f8 black rook · g8 black king · a7 black pawn · b7 black pawn · d7 black knight · e7 black bishop · f7 black pawn · g7 black pawn · h7 black pawn · c6 black pawn · d6 black pawn · f6 black knight · e5 black pawn · a4 white pawn · c4 white bishop · d4 white pawn · e4 white pawn · c3 white knight · f3 white knight · b2 white pawn · c2 white pawn · f2 white pawn · g2 white pawn · h2 white pawn · a1 white rook · c1 white bishop · d1 white queen · f1 white rook · g1 white king | a8 black rook · c8 black bishop · d8 black queen · f8 black rook · g8 black king · a7 black pawn · b7 black pawn · d7 black knight · e7 black bishop · f7 black pawn · g7 black pawn · h7 black pawn · c6 black pawn · d6 black pawn · f6 black knight · e5 black pawn · a4 white pawn · c4 white bishop · d4 white pawn · e4 white pawn · c3 white knight · f3 white knight · b2 white pawn · c2 white pawn · f2 white pawn · g2 white pawn · h2 white pawn · a1 white rook · c1 white bishop · d1 white queen · f1 white rook · g1 white king | a8 black rook · c8 black bishop · d8 black queen · f8 black rook · g8 black king · a7 black pawn · b7 black pawn · d7 black knight · e7 black bishop · f7 black pawn · g7 black pawn · h7 black pawn · c6 black pawn · d6 black pawn · f6 black knight · e5 black pawn · a4 white pawn · c4 white bishop · d4 white pawn · e4 white pawn · c3 white knight · f3 white knight · b2 white pawn · c2 white pawn · f2 white pawn · g2 white pawn · h2 white pawn · a1 white rook · c1 white bishop · d1 white queen · f1 white rook · g1 white king | a8 black rook · c8 black bishop · d8 black queen · f8 black rook · g8 black king · a7 black pawn · b7 black pawn · d7 black knight · e7 black bishop · f7 black pawn · g7 black pawn · h7 black pawn · c6 black pawn · d6 black pawn · f6 black knight · e5 black pawn · a4 white pawn · c4 white bishop · d4 white pawn · e4 white pawn · c3 white knight · f3 white knight · b2 white pawn · c2 white pawn · f2 white pawn · g2 white pawn · h2 white pawn · a1 white rook · c1 white bishop · d1 white queen · f1 white rook · g1 white king | a8 black rook · c8 black bishop · d8 black queen · f8 black rook · g8 black king · a7 black pawn · b7 black pawn · d7 black knight · e7 black bishop · f7 black pawn · g7 black pawn · h7 black pawn · c6 black pawn · d6 black pawn · f6 black knight · e5 black pawn · a4 white pawn · c4 white bishop · d4 white pawn · e4 white pawn · c3 white knight · f3 white knight · b2 white pawn · c2 white pawn · f2 white pawn · g2 white pawn · h2 white pawn · a1 white rook · c1 white bishop · d1 white queen · f1 white rook · g1 white king | a8 black rook · c8 black bishop · d8 black queen · f8 black rook · g8 black king · a7 black pawn · b7 black pawn · d7 black knight · e7 black bishop · f7 black pawn · g7 black pawn · h7 black pawn · c6 black pawn · d6 black pawn · f6 black knight · e5 black pawn · a4 white pawn · c4 white bishop · d4 white pawn · e4 white pawn · c3 white knight · f3 white knight · b2 white pawn · c2 white pawn · f2 white pawn · g2 white pawn · h2 white pawn · a1 white rook · c1 white bishop · d1 white queen · f1 white rook · g1 white king | 6 |
| 5 | a8 black rook · c8 black bishop · d8 black queen · f8 black rook · g8 black king · a7 black pawn · b7 black pawn · d7 black knight · e7 black bishop · f7 black pawn · g7 black pawn · h7 black pawn · c6 black pawn · d6 black pawn · f6 black knight · e5 black pawn · a4 white pawn · c4 white bishop · d4 white pawn · e4 white pawn · c3 white knight · f3 white knight · b2 white pawn · c2 white pawn · f2 white pawn · g2 white pawn · h2 white pawn · a1 white rook · c1 white bishop · d1 white queen · f1 white rook · g1 white king | a8 black rook · c8 black bishop · d8 black queen · f8 black rook · g8 black king · a7 black pawn · b7 black pawn · d7 black knight · e7 black bishop · f7 black pawn · g7 black pawn · h7 black pawn · c6 black pawn · d6 black pawn · f6 black knight · e5 black pawn · a4 white pawn · c4 white bishop · d4 white pawn · e4 white pawn · c3 white knight · f3 white knight · b2 white pawn · c2 white pawn · f2 white pawn · g2 white pawn · h2 white pawn · a1 white rook · c1 white bishop · d1 white queen · f1 white rook · g1 white king | a8 black rook · c8 black bishop · d8 black queen · f8 black rook · g8 black king · a7 black pawn · b7 black pawn · d7 black knight · e7 black bishop · f7 black pawn · g7 black pawn · h7 black pawn · c6 black pawn · d6 black pawn · f6 black knight · e5 black pawn · a4 white pawn · c4 white bishop · d4 white pawn · e4 white pawn · c3 white knight · f3 white knight · b2 white pawn · c2 white pawn · f2 white pawn · g2 white pawn · h2 white pawn · a1 white rook · c1 white bishop · d1 white queen · f1 white rook · g1 white king | a8 black rook · c8 black bishop · d8 black queen · f8 black rook · g8 black king · a7 black pawn · b7 black pawn · d7 black knight · e7 black bishop · f7 black pawn · g7 black pawn · h7 black pawn · c6 black pawn · d6 black pawn · f6 black knight · e5 black pawn · a4 white pawn · c4 white bishop · d4 white pawn · e4 white pawn · c3 white knight · f3 white knight · b2 white pawn · c2 white pawn · f2 white pawn · g2 white pawn · h2 white pawn · a1 white rook · c1 white bishop · d1 white queen · f1 white rook · g1 white king | a8 black rook · c8 black bishop · d8 black queen · f8 black rook · g8 black king · a7 black pawn · b7 black pawn · d7 black knight · e7 black bishop · f7 black pawn · g7 black pawn · h7 black pawn · c6 black pawn · d6 black pawn · f6 black knight · e5 black pawn · a4 white pawn · c4 white bishop · d4 white pawn · e4 white pawn · c3 white knight · f3 white knight · b2 white pawn · c2 white pawn · f2 white pawn · g2 white pawn · h2 white pawn · a1 white rook · c1 white bishop · d1 white queen · f1 white rook · g1 white king | a8 black rook · c8 black bishop · d8 black queen · f8 black rook · g8 black king · a7 black pawn · b7 black pawn · d7 black knight · e7 black bishop · f7 black pawn · g7 black pawn · h7 black pawn · c6 black pawn · d6 black pawn · f6 black knight · e5 black pawn · a4 white pawn · c4 white bishop · d4 white pawn · e4 white pawn · c3 white knight · f3 white knight · b2 white pawn · c2 white pawn · f2 white pawn · g2 white pawn · h2 white pawn · a1 white rook · c1 white bishop · d1 white queen · f1 white rook · g1 white king | a8 black rook · c8 black bishop · d8 black queen · f8 black rook · g8 black king · a7 black pawn · b7 black pawn · d7 black knight · e7 black bishop · f7 black pawn · g7 black pawn · h7 black pawn · c6 black pawn · d6 black pawn · f6 black knight · e5 black pawn · a4 white pawn · c4 white bishop · d4 white pawn · e4 white pawn · c3 white knight · f3 white knight · b2 white pawn · c2 white pawn · f2 white pawn · g2 white pawn · h2 white pawn · a1 white rook · c1 white bishop · d1 white queen · f1 white rook · g1 white king | a8 black rook · c8 black bishop · d8 black queen · f8 black rook · g8 black king · a7 black pawn · b7 black pawn · d7 black knight · e7 black bishop · f7 black pawn · g7 black pawn · h7 black pawn · c6 black pawn · d6 black pawn · f6 black knight · e5 black pawn · a4 white pawn · c4 white bishop · d4 white pawn · e4 white pawn · c3 white knight · f3 white knight · b2 white pawn · c2 white pawn · f2 white pawn · g2 white pawn · h2 white pawn · a1 white rook · c1 white bishop · d1 white queen · f1 white rook · g1 white king | 5 |
| 4 | a8 black rook · c8 black bishop · d8 black queen · f8 black rook · g8 black king · a7 black pawn · b7 black pawn · d7 black knight · e7 black bishop · f7 black pawn · g7 black pawn · h7 black pawn · c6 black pawn · d6 black pawn · f6 black knight · e5 black pawn · a4 white pawn · c4 white bishop · d4 white pawn · e4 white pawn · c3 white knight · f3 white knight · b2 white pawn · c2 white pawn · f2 white pawn · g2 white pawn · h2 white pawn · a1 white rook · c1 white bishop · d1 white queen · f1 white rook · g1 white king | a8 black rook · c8 black bishop · d8 black queen · f8 black rook · g8 black king · a7 black pawn · b7 black pawn · d7 black knight · e7 black bishop · f7 black pawn · g7 black pawn · h7 black pawn · c6 black pawn · d6 black pawn · f6 black knight · e5 black pawn · a4 white pawn · c4 white bishop · d4 white pawn · e4 white pawn · c3 white knight · f3 white knight · b2 white pawn · c2 white pawn · f2 white pawn · g2 white pawn · h2 white pawn · a1 white rook · c1 white bishop · d1 white queen · f1 white rook · g1 white king | a8 black rook · c8 black bishop · d8 black queen · f8 black rook · g8 black king · a7 black pawn · b7 black pawn · d7 black knight · e7 black bishop · f7 black pawn · g7 black pawn · h7 black pawn · c6 black pawn · d6 black pawn · f6 black knight · e5 black pawn · a4 white pawn · c4 white bishop · d4 white pawn · e4 white pawn · c3 white knight · f3 white knight · b2 white pawn · c2 white pawn · f2 white pawn · g2 white pawn · h2 white pawn · a1 white rook · c1 white bishop · d1 white queen · f1 white rook · g1 white king | a8 black rook · c8 black bishop · d8 black queen · f8 black rook · g8 black king · a7 black pawn · b7 black pawn · d7 black knight · e7 black bishop · f7 black pawn · g7 black pawn · h7 black pawn · c6 black pawn · d6 black pawn · f6 black knight · e5 black pawn · a4 white pawn · c4 white bishop · d4 white pawn · e4 white pawn · c3 white knight · f3 white knight · b2 white pawn · c2 white pawn · f2 white pawn · g2 white pawn · h2 white pawn · a1 white rook · c1 white bishop · d1 white queen · f1 white rook · g1 white king | a8 black rook · c8 black bishop · d8 black queen · f8 black rook · g8 black king · a7 black pawn · b7 black pawn · d7 black knight · e7 black bishop · f7 black pawn · g7 black pawn · h7 black pawn · c6 black pawn · d6 black pawn · f6 black knight · e5 black pawn · a4 white pawn · c4 white bishop · d4 white pawn · e4 white pawn · c3 white knight · f3 white knight · b2 white pawn · c2 white pawn · f2 white pawn · g2 white pawn · h2 white pawn · a1 white rook · c1 white bishop · d1 white queen · f1 white rook · g1 white king | a8 black rook · c8 black bishop · d8 black queen · f8 black rook · g8 black king · a7 black pawn · b7 black pawn · d7 black knight · e7 black bishop · f7 black pawn · g7 black pawn · h7 black pawn · c6 black pawn · d6 black pawn · f6 black knight · e5 black pawn · a4 white pawn · c4 white bishop · d4 white pawn · e4 white pawn · c3 white knight · f3 white knight · b2 white pawn · c2 white pawn · f2 white pawn · g2 white pawn · h2 white pawn · a1 white rook · c1 white bishop · d1 white queen · f1 white rook · g1 white king | a8 black rook · c8 black bishop · d8 black queen · f8 black rook · g8 black king · a7 black pawn · b7 black pawn · d7 black knight · e7 black bishop · f7 black pawn · g7 black pawn · h7 black pawn · c6 black pawn · d6 black pawn · f6 black knight · e5 black pawn · a4 white pawn · c4 white bishop · d4 white pawn · e4 white pawn · c3 white knight · f3 white knight · b2 white pawn · c2 white pawn · f2 white pawn · g2 white pawn · h2 white pawn · a1 white rook · c1 white bishop · d1 white queen · f1 white rook · g1 white king | a8 black rook · c8 black bishop · d8 black queen · f8 black rook · g8 black king · a7 black pawn · b7 black pawn · d7 black knight · e7 black bishop · f7 black pawn · g7 black pawn · h7 black pawn · c6 black pawn · d6 black pawn · f6 black knight · e5 black pawn · a4 white pawn · c4 white bishop · d4 white pawn · e4 white pawn · c3 white knight · f3 white knight · b2 white pawn · c2 white pawn · f2 white pawn · g2 white pawn · h2 white pawn · a1 white rook · c1 white bishop · d1 white queen · f1 white rook · g1 white king | 4 |
| 3 | a8 black rook · c8 black bishop · d8 black queen · f8 black rook · g8 black king · a7 black pawn · b7 black pawn · d7 black knight · e7 black bishop · f7 black pawn · g7 black pawn · h7 black pawn · c6 black pawn · d6 black pawn · f6 black knight · e5 black pawn · a4 white pawn · c4 white bishop · d4 white pawn · e4 white pawn · c3 white knight · f3 white knight · b2 white pawn · c2 white pawn · f2 white pawn · g2 white pawn · h2 white pawn · a1 white rook · c1 white bishop · d1 white queen · f1 white rook · g1 white king | a8 black rook · c8 black bishop · d8 black queen · f8 black rook · g8 black king · a7 black pawn · b7 black pawn · d7 black knight · e7 black bishop · f7 black pawn · g7 black pawn · h7 black pawn · c6 black pawn · d6 black pawn · f6 black knight · e5 black pawn · a4 white pawn · c4 white bishop · d4 white pawn · e4 white pawn · c3 white knight · f3 white knight · b2 white pawn · c2 white pawn · f2 white pawn · g2 white pawn · h2 white pawn · a1 white rook · c1 white bishop · d1 white queen · f1 white rook · g1 white king | a8 black rook · c8 black bishop · d8 black queen · f8 black rook · g8 black king · a7 black pawn · b7 black pawn · d7 black knight · e7 black bishop · f7 black pawn · g7 black pawn · h7 black pawn · c6 black pawn · d6 black pawn · f6 black knight · e5 black pawn · a4 white pawn · c4 white bishop · d4 white pawn · e4 white pawn · c3 white knight · f3 white knight · b2 white pawn · c2 white pawn · f2 white pawn · g2 white pawn · h2 white pawn · a1 white rook · c1 white bishop · d1 white queen · f1 white rook · g1 white king | a8 black rook · c8 black bishop · d8 black queen · f8 black rook · g8 black king · a7 black pawn · b7 black pawn · d7 black knight · e7 black bishop · f7 black pawn · g7 black pawn · h7 black pawn · c6 black pawn · d6 black pawn · f6 black knight · e5 black pawn · a4 white pawn · c4 white bishop · d4 white pawn · e4 white pawn · c3 white knight · f3 white knight · b2 white pawn · c2 white pawn · f2 white pawn · g2 white pawn · h2 white pawn · a1 white rook · c1 white bishop · d1 white queen · f1 white rook · g1 white king | a8 black rook · c8 black bishop · d8 black queen · f8 black rook · g8 black king · a7 black pawn · b7 black pawn · d7 black knight · e7 black bishop · f7 black pawn · g7 black pawn · h7 black pawn · c6 black pawn · d6 black pawn · f6 black knight · e5 black pawn · a4 white pawn · c4 white bishop · d4 white pawn · e4 white pawn · c3 white knight · f3 white knight · b2 white pawn · c2 white pawn · f2 white pawn · g2 white pawn · h2 white pawn · a1 white rook · c1 white bishop · d1 white queen · f1 white rook · g1 white king | a8 black rook · c8 black bishop · d8 black queen · f8 black rook · g8 black king · a7 black pawn · b7 black pawn · d7 black knight · e7 black bishop · f7 black pawn · g7 black pawn · h7 black pawn · c6 black pawn · d6 black pawn · f6 black knight · e5 black pawn · a4 white pawn · c4 white bishop · d4 white pawn · e4 white pawn · c3 white knight · f3 white knight · b2 white pawn · c2 white pawn · f2 white pawn · g2 white pawn · h2 white pawn · a1 white rook · c1 white bishop · d1 white queen · f1 white rook · g1 white king | a8 black rook · c8 black bishop · d8 black queen · f8 black rook · g8 black king · a7 black pawn · b7 black pawn · d7 black knight · e7 black bishop · f7 black pawn · g7 black pawn · h7 black pawn · c6 black pawn · d6 black pawn · f6 black knight · e5 black pawn · a4 white pawn · c4 white bishop · d4 white pawn · e4 white pawn · c3 white knight · f3 white knight · b2 white pawn · c2 white pawn · f2 white pawn · g2 white pawn · h2 white pawn · a1 white rook · c1 white bishop · d1 white queen · f1 white rook · g1 white king | a8 black rook · c8 black bishop · d8 black queen · f8 black rook · g8 black king · a7 black pawn · b7 black pawn · d7 black knight · e7 black bishop · f7 black pawn · g7 black pawn · h7 black pawn · c6 black pawn · d6 black pawn · f6 black knight · e5 black pawn · a4 white pawn · c4 white bishop · d4 white pawn · e4 white pawn · c3 white knight · f3 white knight · b2 white pawn · c2 white pawn · f2 white pawn · g2 white pawn · h2 white pawn · a1 white rook · c1 white bishop · d1 white queen · f1 white rook · g1 white king | 3 |
| 2 | a8 black rook · c8 black bishop · d8 black queen · f8 black rook · g8 black king · a7 black pawn · b7 black pawn · d7 black knight · e7 black bishop · f7 black pawn · g7 black pawn · h7 black pawn · c6 black pawn · d6 black pawn · f6 black knight · e5 black pawn · a4 white pawn · c4 white bishop · d4 white pawn · e4 white pawn · c3 white knight · f3 white knight · b2 white pawn · c2 white pawn · f2 white pawn · g2 white pawn · h2 white pawn · a1 white rook · c1 white bishop · d1 white queen · f1 white rook · g1 white king | a8 black rook · c8 black bishop · d8 black queen · f8 black rook · g8 black king · a7 black pawn · b7 black pawn · d7 black knight · e7 black bishop · f7 black pawn · g7 black pawn · h7 black pawn · c6 black pawn · d6 black pawn · f6 black knight · e5 black pawn · a4 white pawn · c4 white bishop · d4 white pawn · e4 white pawn · c3 white knight · f3 white knight · b2 white pawn · c2 white pawn · f2 white pawn · g2 white pawn · h2 white pawn · a1 white rook · c1 white bishop · d1 white queen · f1 white rook · g1 white king | a8 black rook · c8 black bishop · d8 black queen · f8 black rook · g8 black king · a7 black pawn · b7 black pawn · d7 black knight · e7 black bishop · f7 black pawn · g7 black pawn · h7 black pawn · c6 black pawn · d6 black pawn · f6 black knight · e5 black pawn · a4 white pawn · c4 white bishop · d4 white pawn · e4 white pawn · c3 white knight · f3 white knight · b2 white pawn · c2 white pawn · f2 white pawn · g2 white pawn · h2 white pawn · a1 white rook · c1 white bishop · d1 white queen · f1 white rook · g1 white king | a8 black rook · c8 black bishop · d8 black queen · f8 black rook · g8 black king · a7 black pawn · b7 black pawn · d7 black knight · e7 black bishop · f7 black pawn · g7 black pawn · h7 black pawn · c6 black pawn · d6 black pawn · f6 black knight · e5 black pawn · a4 white pawn · c4 white bishop · d4 white pawn · e4 white pawn · c3 white knight · f3 white knight · b2 white pawn · c2 white pawn · f2 white pawn · g2 white pawn · h2 white pawn · a1 white rook · c1 white bishop · d1 white queen · f1 white rook · g1 white king | a8 black rook · c8 black bishop · d8 black queen · f8 black rook · g8 black king · a7 black pawn · b7 black pawn · d7 black knight · e7 black bishop · f7 black pawn · g7 black pawn · h7 black pawn · c6 black pawn · d6 black pawn · f6 black knight · e5 black pawn · a4 white pawn · c4 white bishop · d4 white pawn · e4 white pawn · c3 white knight · f3 white knight · b2 white pawn · c2 white pawn · f2 white pawn · g2 white pawn · h2 white pawn · a1 white rook · c1 white bishop · d1 white queen · f1 white rook · g1 white king | a8 black rook · c8 black bishop · d8 black queen · f8 black rook · g8 black king · a7 black pawn · b7 black pawn · d7 black knight · e7 black bishop · f7 black pawn · g7 black pawn · h7 black pawn · c6 black pawn · d6 black pawn · f6 black knight · e5 black pawn · a4 white pawn · c4 white bishop · d4 white pawn · e4 white pawn · c3 white knight · f3 white knight · b2 white pawn · c2 white pawn · f2 white pawn · g2 white pawn · h2 white pawn · a1 white rook · c1 white bishop · d1 white queen · f1 white rook · g1 white king | a8 black rook · c8 black bishop · d8 black queen · f8 black rook · g8 black king · a7 black pawn · b7 black pawn · d7 black knight · e7 black bishop · f7 black pawn · g7 black pawn · h7 black pawn · c6 black pawn · d6 black pawn · f6 black knight · e5 black pawn · a4 white pawn · c4 white bishop · d4 white pawn · e4 white pawn · c3 white knight · f3 white knight · b2 white pawn · c2 white pawn · f2 white pawn · g2 white pawn · h2 white pawn · a1 white rook · c1 white bishop · d1 white queen · f1 white rook · g1 white king | a8 black rook · c8 black bishop · d8 black queen · f8 black rook · g8 black king · a7 black pawn · b7 black pawn · d7 black knight · e7 black bishop · f7 black pawn · g7 black pawn · h7 black pawn · c6 black pawn · d6 black pawn · f6 black knight · e5 black pawn · a4 white pawn · c4 white bishop · d4 white pawn · e4 white pawn · c3 white knight · f3 white knight · b2 white pawn · c2 white pawn · f2 white pawn · g2 white pawn · h2 white pawn · a1 white rook · c1 white bishop · d1 white queen · f1 white rook · g1 white king | 2 |
| 1 | a8 black rook · c8 black bishop · d8 black queen · f8 black rook · g8 black king · a7 black pawn · b7 black pawn · d7 black knight · e7 black bishop · f7 black pawn · g7 black pawn · h7 black pawn · c6 black pawn · d6 black pawn · f6 black knight · e5 black pawn · a4 white pawn · c4 white bishop · d4 white pawn · e4 white pawn · c3 white knight · f3 white knight · b2 white pawn · c2 white pawn · f2 white pawn · g2 white pawn · h2 white pawn · a1 white rook · c1 white bishop · d1 white queen · f1 white rook · g1 white king | a8 black rook · c8 black bishop · d8 black queen · f8 black rook · g8 black king · a7 black pawn · b7 black pawn · d7 black knight · e7 black bishop · f7 black pawn · g7 black pawn · h7 black pawn · c6 black pawn · d6 black pawn · f6 black knight · e5 black pawn · a4 white pawn · c4 white bishop · d4 white pawn · e4 white pawn · c3 white knight · f3 white knight · b2 white pawn · c2 white pawn · f2 white pawn · g2 white pawn · h2 white pawn · a1 white rook · c1 white bishop · d1 white queen · f1 white rook · g1 white king | a8 black rook · c8 black bishop · d8 black queen · f8 black rook · g8 black king · a7 black pawn · b7 black pawn · d7 black knight · e7 black bishop · f7 black pawn · g7 black pawn · h7 black pawn · c6 black pawn · d6 black pawn · f6 black knight · e5 black pawn · a4 white pawn · c4 white bishop · d4 white pawn · e4 white pawn · c3 white knight · f3 white knight · b2 white pawn · c2 white pawn · f2 white pawn · g2 white pawn · h2 white pawn · a1 white rook · c1 white bishop · d1 white queen · f1 white rook · g1 white king | a8 black rook · c8 black bishop · d8 black queen · f8 black rook · g8 black king · a7 black pawn · b7 black pawn · d7 black knight · e7 black bishop · f7 black pawn · g7 black pawn · h7 black pawn · c6 black pawn · d6 black pawn · f6 black knight · e5 black pawn · a4 white pawn · c4 white bishop · d4 white pawn · e4 white pawn · c3 white knight · f3 white knight · b2 white pawn · c2 white pawn · f2 white pawn · g2 white pawn · h2 white pawn · a1 white rook · c1 white bishop · d1 white queen · f1 white rook · g1 white king | a8 black rook · c8 black bishop · d8 black queen · f8 black rook · g8 black king · a7 black pawn · b7 black pawn · d7 black knight · e7 black bishop · f7 black pawn · g7 black pawn · h7 black pawn · c6 black pawn · d6 black pawn · f6 black knight · e5 black pawn · a4 white pawn · c4 white bishop · d4 white pawn · e4 white pawn · c3 white knight · f3 white knight · b2 white pawn · c2 white pawn · f2 white pawn · g2 white pawn · h2 white pawn · a1 white rook · c1 white bishop · d1 white queen · f1 white rook · g1 white king | a8 black rook · c8 black bishop · d8 black queen · f8 black rook · g8 black king · a7 black pawn · b7 black pawn · d7 black knight · e7 black bishop · f7 black pawn · g7 black pawn · h7 black pawn · c6 black pawn · d6 black pawn · f6 black knight · e5 black pawn · a4 white pawn · c4 white bishop · d4 white pawn · e4 white pawn · c3 white knight · f3 white knight · b2 white pawn · c2 white pawn · f2 white pawn · g2 white pawn · h2 white pawn · a1 white rook · c1 white bishop · d1 white queen · f1 white rook · g1 white king | a8 black rook · c8 black bishop · d8 black queen · f8 black rook · g8 black king · a7 black pawn · b7 black pawn · d7 black knight · e7 black bishop · f7 black pawn · g7 black pawn · h7 black pawn · c6 black pawn · d6 black pawn · f6 black knight · e5 black pawn · a4 white pawn · c4 white bishop · d4 white pawn · e4 white pawn · c3 white knight · f3 white knight · b2 white pawn · c2 white pawn · f2 white pawn · g2 white pawn · h2 white pawn · a1 white rook · c1 white bishop · d1 white queen · f1 white rook · g1 white king | a8 black rook · c8 black bishop · d8 black queen · f8 black rook · g8 black king · a7 black pawn · b7 black pawn · d7 black knight · e7 black bishop · f7 black pawn · g7 black pawn · h7 black pawn · c6 black pawn · d6 black pawn · f6 black knight · e5 black pawn · a4 white pawn · c4 white bishop · d4 white pawn · e4 white pawn · c3 white knight · f3 white knight · b2 white pawn · c2 white pawn · f2 white pawn · g2 white pawn · h2 white pawn · a1 white rook · c1 white bishop · d1 white queen · f1 white rook · g1 white king | 1 |
|   | a | b | c | d | e | f | g | h |   |

Друга главна опција за црнога је да одржи централну напетост и усвоји поставку са Сд7, Ле7 и ц6. Овај план је назван Ханхамова варијанта, названо по америчком шаховском мајстору Џејмсу Ханхаму а фаворизовао га је Арон Нимцович. Уобичајена линија је: 3. Сф6 4. Сц3 Сбд7 5. Лц4 Ле7 6. 0-0 (6.Сг5 је занимљива алтернатива: након 6. 0-0 7.Л:ф7+ Т:ф7 8.Се6 Де8 9.С:ц7 Дд8 10.С:а8, бијели има више материјала (фигура), али црну може развити снажну иницијативу након, на примјер, 10. б5 11. С:б5 Да5 +6. 0-0 7. а4 (да спријечи б5). Шаховски велемајстор Лери Кауфман напомиње да Ханхам варијанта има за циљ да одржи пјешака црнога на е5, аналогно затвореним линијама Руј Лопез, и сматра да би "било прилично популарано и уједначено са главном одбраном до 1.е4, осим досадних детаља да црни заправо не може силом достићи Ханхам позицију." Као алтернатива на 4. Сц3 као одговор на црнове 3. Сф6, према Кауфману и велемајстору Кристијану Бауеру, бијели задржава одређену предност са: 4. д:е5! С:е4 5. Дд5! ( Релстабова варијанта; 5.Сбд2 је Соколски варијанта.) 5. Сц5 6. Лг5 Ле7 7. е:д6 Д:д6 8. Сц3.